# Крістіан Ґотліб Ґмелін
Крістіан Ґотліб Ґмелін, (нім. Christian Gottlieb Gmelin) від 1808 року фон Ґмелін (7 листопада 1749, Тюбінґен – 6 березня 1818, там само), був німецьким вченим-юристом.

## Життєпис
Крістіан Ґотліб Ґмелін — брат Йогана Фрідріха Ґмеліна - народився 7 листопада 1749 року в Тюбінґені як син Філіпа Фрідріха Ґмеліна. Він навчався в Тюбінґенському університеті, який присудив йому ступінь доктора в 1770 році. Того ж року він став адвокатом при суді університету. Він також читав лекції. Протягом кількох років він залишався в Страсбурзі та Ґеттінґені, але повернувся до Тюбінґена в 1778 році, щоб стати повним професором права. Через два роки його призначили до герцогської ради. 4 лютого 1808 року він став кавалером Королівського Вюртемберзького ордена за цивільні заслуги, що було рівнозначне наданню особистого дворянства, підтвердженого 1813 р. Верховним апеляційним судом.
Щоб відрізнити його від однойменного двоюрідного брата Крістіана фон Ґмеліна, Крістіана Ґотліба в університеті називали «Ґмелін-кримінальник», а Крістіана фон Ґмеліна — «Ґмелін-пандектист».
13 жовтня 1778 Ґмелін одружився з Крістіаною Елізабет Шотт в Бад-Ураху. Разом вони мали одинадцятеро дітей, серед яких правознавець і політик Фрідріх фон Ґмелін, адвокат Людвіґ Отто Ґмелін і юрист Крістіан Генріх Ґмелін.
6 березня 1818 року Ґмелін помер і похований у Тюбінґені.

## Вебпосилання
- Stammbuch 1767–1779 (Universitätsarchiv Tübingen, Signatur UAT S 127/92)